# 451

## Събития
- Битка при Шалон – съюзените гали, вестготи, бургунди и франки спират настъплението на хуните на запад
- Четвърти вселенски събор в Халкидон

## Починали
- Теодерих I (418 – 451), крал на вестготите